# باهرة مضللة
باهرة مضللة (الاسم العلمي: Agave decipiens) هو نوع من النباتات يتبع جنس الباهرة من الفصيلة الهليونية.